# Daniel Christoph Eduard Kick
Daniel Christoph Eduard Kick (* 3. Februar 1803 in Biberach an der Riß; † 3. März 1880) war der Begründer der Kaolinindustrie in Raum der Hirschau-Schnaittenbacher Senke und ein Pionier der europäischen Kaolinindustrie.

## Leben
Daniel Christoph Eduard Kick wurde am 3. Februar 1803 als Sohn eines Bortenmachers in Biberach an der Riß geboren. In seinen Wanderjahren kam er als 27-Jähriger in den Raum Hirschau-Schnaittenbach, wo er zunächst als Buchhalter bei der Steingutfabrik Dorfner arbeitete. Durch seine Arbeit in der Steingutfabrik kam er bereits mit Kaolin in Berührung. Bei seinen Untersuchungen der Gegend fand er heraus, dass sich in den Grundstücken des Schnaittenbacher Löwenwirts Lorenz Popp reiche Kaolinvorräte befanden. Popp erlaubte Kick den Abbau von Kaolin. 1833 baute Kick die erste Kaolinschlämme in einem 1818 vor dem Lohtor erbauten Stadel, den ihm ebenfalls Popp zur Verfügung gestellt hatte.
Das gewonnene Kaolin sandte Kick an Steingutwerke, besonders nach Eichstätt. 1835 reichte er bei „Allerhöchster Stelle“ ein Gesuch ein, es möge ihm zur Errichtung einer Porzellan- und Steingutschlämme in Schnaittenbach ein Privileg auf 15 Jahre, mindestens auf 10 Jahre, unter dem ausdrücklichen Besatz, dass dergleichen in einem Umfang von 4 bis 6 Stunden nicht errichtet werden dürfe, „allerhuldvollst verliehen werden“. Kick fügte seinem Gesuch eine Beschreibung seines Verfahrens zur Kaolingewinnung bei. Im Februar 1936 erhielt er vom Ministerium die Genehmigung zur Errichtung einer Porzellan- und Steingutschlämme für 15 Jahre, doch hatte er dafür 130 Gulden und 30 Kreuzer Privilegientaxe zu entrichten. Diese Taxgebühr erschien ihm zu hoch, und er gab um Gebührenminderung ein. Diese wurde ihm zwar zugestanden, aber nur zu Lasten einer Verkürzung der Privilegienzeit auf acht Jahre. Letztendlich erhielt er die Genehmigung für den Zeitraum von 15 Jahren.
1838 erwarb Kick für 220 Gulden den Lohtoracker, baute dort eine größere Kaolinschlämme und 1840 am „Blemlhof“ ein weiteres Werk, die „obere Schlämme“. Die „untere Schlämmfabrik“ auf der Loh wurde 1892 wieder eingerissen und anstelle dessen wieder ein Ökonomiestadel errichtet.
Wegen des von ihm entwickelten Prinzips, das aus der geförderten Roherde enthaltene Kaolin herauszufiltern, kann Kick als Gründer der Europäischen Kaolinindustrie angesehen werden.
1843 heiratete Kick die Tochter des Löwenwirts Anna Popp. Sie brachte ihm 10.000 Gulden Heiratsgut mit, mit der er die Hälfte des Steingutwerks Amberg erwarb. Wenig später konnte er auch die andere des Steingutwerks Hälfte erwerben. Kick siedelte nach Amberg um. 1856 heiratete die jüngere Löwenwirtstochter Katharina Popp den 21-jährigen Wenzeslaus Cölestin Rasel aus Roßhaupt. Kick und Rasel wurden Schwager und Rasel übernahm nun die Wahrung der Interessen Kicks in Schnaittenbach. Zu dieser Zeit waren bereits vier Kaolinschlämmen in Betrieb.
1880 verstarb Eduard Kick im Alter von 77 Jahren kinderlos. Sein Vermögen einschließlich der Werke gingen in den Besitz der Familie Rasel über. Er wurde auf dem Amberger Dreifaltigkeitsfriedhof bestattet.